# 蜇棲無線鰨
蜇棲無線鰨為輻鰭魚綱鰈形目鰨亞目舌鰨科的其中一種，為深海魚類，分布於西太平洋海域，棲息深度239-773公尺，體長可達8.7公分，棲息在底層水域，生活習性不明。

## 扩展阅读
維基物種上的相關：蜇棲無線鰨